# Lecane monostyla
Lecane monostyla is een raderdiertjessoort uit de familie Lecanidae. De wetenschappelijke naam van deze soort is voor het eerst geldig gepubliceerd in 1897 door Daday.